# Bạch sản niêm
Bạch sản niêm/ leukoplakia là một mảng trắng bám chắc trên màng nhầy có liên quan đến tăng nguy cơ ung thư. Các cạnh của mảng tổn thương thường đột ngột và tổn thương thay đổi theo thời gian. Các hình thức nâng cao có thể phát triển các bản vá màu đỏ.  Nhìn chung bệnh này không có triệu chứng nào khác. Bạch sản niêm thường xảy ra trong miệng, mặc dù đôi khi niêm mạc ở các phần khác của đường tiêu hóa, đường tiết niệu hoặc bộ phận sinh dục có thể bị ảnh hưởng.
Nguyên nhân của bạch sản niêm chưa được biết rõ. Các yếu tố nguy cơ hình thành bên trong miệng bao gồm hút thuốc, nhai thuốc lá, uống quá nhiều rượu và sử dụng hạt trầu. Một loại bạch sản niêm cụ thể là phổ biến trong các bệnh nhân mắc HIV/AIDS. Đó là một tổn thương tiền ung thư, một sự thay đổi mô trong đó ung thư có nhiều khả năng phát triển.  Cơ hội hình thành ung thư tùy thuộc vào loại, với giữa 3-15% bạch sản niêm cục bộ và 70-100% bạch sản niêm tăng sinh phát triển thành ung thư biểu mô tế bào vảy.
Bạch sản niêm là một thuật ngữ mô tả chỉ nên được áp dụng sau khi các nguyên nhân có thể khác được loại trừ. Sinh thiết mô nói chung cho thấy tăng keratin tích tụ có hoặc không có tế bào bất thường, nhưng không phải là chẩn đoán.   Các điều kiện khác có thể xuất hiện tương tự bao gồm nhiễm trùng nấm men, lichen planus và dày sừng do chấn thương nhỏ lặp đi lặp lại. Các tổn thương do nhiễm trùng nấm men thường có thể được loại bỏ trong khi những người mắc bệnh bạch cầu không thể.
Khuyến nghị cách điều trị phụ thuộc vào các đặc điểm của tổn thương. Nếu các tế bào bất thường có mặt hoặc tổn thương là phẫu thuật loại bỏ nhỏ thường được đề nghị; mặt khác, theo dõi chặt chẽ tại các khoảng thời gian ba đến sáu tháng có thể là đủ.  Mọi người thường được khuyên nên ngừng hút thuốc và hạn chế uống rượu. Trong một nửa trường hợp có khả năng Bạch sản niêm sẽ co lại khi ngừng hút thuốc; tuy nhiên, nếu tiếp tục hút thuốc, có tới 66% trường hợp sẽ trở nên trắng và dày hơn.  Tỷ lệ người bị ảnh hưởng ước tính là 1 trận3%.  Bạch sản niêm trở nên phổ biến hơn theo tuổi, thường không xảy ra cho đến sau 30 tuổi.  Tỷ lệ nhiễm bệnh có thể cao tới 8% ở nam giới trên 70 tuổi.